# Wang Yuan

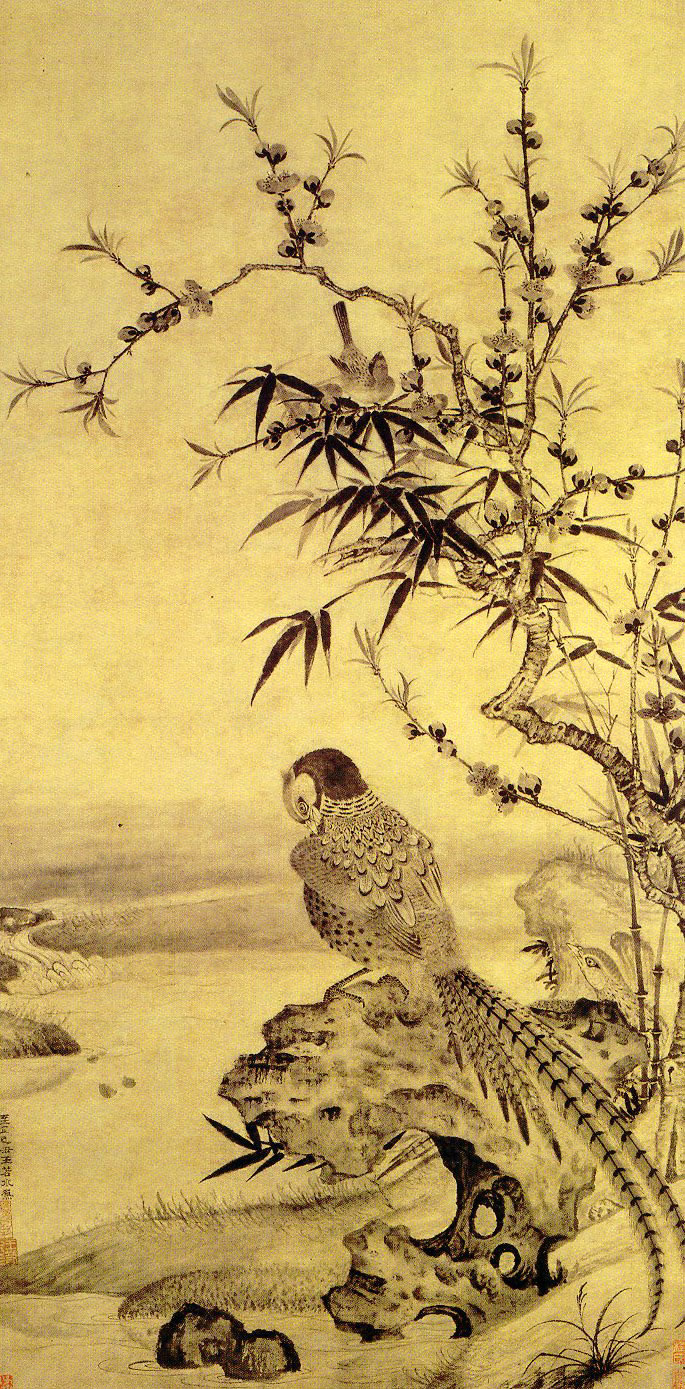
Wang Yuan, Faisán y Pájarillos con Melocotero y Bambú 山桃锦鸡图. Tinta sobre papel, 111.9 × 55.7 cm.

Wang Yuan (en chino tradicional, 王淵; en chino simplificado, 王渊; pinyin, Wáng Yuān; Wade-Giles, Wang Yüan: 王渊; chino tradicional: 王淵; pinyin: Wáng Yuān; Vadea@–Giles: Wang Yüan) fue un pintor paisajista chino durante la dinastía Yuan (1271–1368). Se desconocen las fechas de su nacimiento y muerte.
Wang nació en Qian Tang (钱塘, actualmente Hangzhou en la provincia de Zhejiang). Su nombre de estilo era 'Ruoshui' (若水) y su seudónimo era 'Danxuan' (澹轩). Wang imitaba a Guo Xi en los paisajes, a Huang Quan en los pájaros y cuadros con flores, y a Tang Ren en las representaciones humanas. Fue discípulo de Zhao Mengfu cuyos trabajos más importantes datan de alrededor de 1340. Su estilo era brillante e ínfimo en todos sus trabajos.